# Zacharovce
Zacharovce es un municipio del distrito de Rimavská Sobota en la región de Banská Bystrica, Eslovaquia, con una población estimada a final del año 2024 de 382 habitantes.
Se encuentra ubicado al este de la región, en la cuenca hidrográfica del río Sajó —un afluente derecho del río Tisza— y cerca de la frontera con la región de Košice y con Hungría.

## Demografía
| Año        | 1994 | 2004    | 2014    | 2024    |
| ---------- | ---- | ------- | ------- | ------- |
| Población  | 371  | 403     | 401     | 382     |
| Diferencia |      | +8,62 % | −0,49 % | −4,73 % |

| Año        | 2023 | 2024    |
| ---------- | ---- | ------- |
| Población  | 386  | 382     |
| Diferencia |      | −1,03 % |